# 8210 (sanggruppe)
 Denne artikel omhandler sanggruppen 8210. For andre betydninger af 8210, se 8210.
8210 (tidligere Soulconnect) er en dansk sanggruppe bestående af Daniella, Tamam, Sara og Fatou, der blev kendt på grund af deres deltagelse i både X Factor 2009, hvor de røg ud lige inden liveshowene startede, og X Factor 2010, hvor de fik en syvende plads i liveshowene. Onsdag den 11. Maj 2016 døde Tamam efter hendes kvæstelser i en bilulykke.